# Salmincola extensus
Salmincola extensus är en kräftdjursart som först beskrevs av Kessler 1868.  Salmincola extensus ingår i släktet Salmincola och familjen Lernaeopodidae. Arten är reproducerande i Sverige. Inga underarter finns listade i Catalogue of Life.